# Кипиани, Давид Ильич
Давид Ильич Кипиани (груз. დავით ილიას ყიფიანი; 28 июня 1980, Тбилиси, Грузинская ССР — 21 февраля 2014, Киев, Украина) — Герой «Небесной Сотни» (2014), участник Евромайдана.

## Биография
Давид Кипиани родился 28 июня 1980 года в Тбилиси, Грузия. Мать была украинкой, а отец — грузином, они умерли, когда Давиду исполнилось двадцать один год. Давид получил среднее специальное образование, работал в Грузии. Со временем, с поиском работы, переехал в Украину, жил тут около года, работал электриком, каменщиком. Была жена Ия Ониани и полуторагодовалый сын Лашу Георг. С 2012 года был членом партии «Единое национальное движение» и грузинского молодёжного неправительственного объединения «Свободная зона».
В акциях поддержки Евромайдана Давид Кипиани принимал участие с первых дней, был участником грузинского взвода 28-й сотни Самообороны Майдана. 20 февраля 2014 года, он также был в центре Киева: помогал укреплять бариккады, переносил раненых и погибших. Поздно вечером его самого нашли без сознания в подземном переходе, на улице Крещатик в Киеве, возле одной из бариккад, что находилась около ЦУМа.
Спасти жизнь Кипиани медикам не удалось: около часа ночи 21 февраля, в карете скорой помощи, он умер из-за остановки сердца. На нём был бронежилет, с двумя пулевыми отверстиями, поэтому, была распространена версия, что активист погиб от огнестрельных ранений, нанесенных снайпером. Позже, по результатам судебно-медицинской экспертизы, на теле Давида пулевых отверстий не обнаружено, в официальном выводе о причинах смерти было указано о острой ишемии и сердечной недостаточности. Также была неофициальная версия про то, что в бронежилет попали пули, но не пробили его, сила удара же вызвала болевой шок и остановку сердца. Со временем, со свидетельств очевидцев и близких Давида Кипиани, подтвердилась официальная версия случившегося: у мужчины остановилась сердце, в результате физических и психических нагрузок. Также выяснилось, что того вечера Давид надел уже простреленный раньше бронежилет своего друга Гочи Дадивадзе, это и обусловило распространение ложной информации.

## Награды
- Орден Героев Небесной Сотни (27 ноября 2014 года, посмертно) — за гражданское мужество, патриотизм, отстаивание конституционных принципов демократии, прав и свобод человека, обнаруженные во время Революции достоинства[10][11]
- Медаль «За жертвенность и любовь к Украине» (УПЦ КП, июнь 2015) (посмертно)[12]

## См. Также
- Список погибших на Евромайдане
- Евромайдан